# PURPLE (大脇愛の曲)
「PURPLE」（パープル）は、大脇愛のシングル。2016年8月12日にZIP NEXTから配信曲として発売された。

## 解説
ミニ・アルバムの前作『S.E.L.F.I.S.H』から約7か月ぶりのリリース。配信の1形態でリリース。iTunes Store、レコチョクをはじめ、主要音楽配信サイト20社から配信シングルとして発売された。CD形態では2016年11月25日の3rdワンマンライブにおいて限定販売された。
カップリング曲には、MARIEがfeat参加した「Miss × PINK (feat. MARIE)」、前作「S.E.L.F.I.S.H」の3曲目に収録された「嘘つきのパラドクス」の別バージョンが収録されている。

## 収録曲
| 配信 |                                        |                                            |      |
| 1    | PURPLE                                 | 作詞・作曲：AViA、SAMON                    | 3:49 |
| 2    | Miss × PINK feat. MARIE                | 作詞：AViA、SAMON、MARIE 作曲：AViA、SAMON | 3:12 |
| 3    | 嘘つきのパラドクス (Dark BLUE Version) | 作詞・作曲：AViA、SAMON                    | 5:42 |

## 発売形態
| 形態 | 発売日        | 品番 | 備考                               |
| ---- | ------------- | ---- | ---------------------------------- |
| 配信 | 2016年8月12日 | -    | CD形態としてはライブ会場限定で発売 |